# Ugo Njoku
Ugo Njoku (sinh ngày 27 tháng 11 năm 1994 tại Nigeria) là một cầu thủ bóng đá người Nigeria chơi bóng trong vai trò là một hậu vệ cho đội bóng Croix Savoie Ambilly đang chơi tại Giải vô địch nữ Nigeria. Ngoài ra, cô cũng là một cầu thủ thành viên của đội tuyển bóng đá nữ quốc gia Nigeria.

## Sự nghiệp quốc tế
Ugo Njoku chơi cho Rivers Angels đang chơi trong Giải vô địch nữ Nigeria từ 2013 đến 2017, sau đó cô chuyển sang chơi cho đội bóng Croix Savoie Ambilly.
Njoku đã có trận thi đấu quốc tế đầu tiên vào năm 2014 khi chơi cho Nigeria trong trận đấu thuộc khuôn khổ FIFA World Cup U20 Bóng đá nữ 2014 với đối thủ là đội bóng đến từ Namibia. Cô cũng là một thành viên của đội tuyển đã vô địch tại Giải vô địch nữ châu Phi 2014. Vào tháng 5 năm 2015, Njoku được triệu tập để chơi cho đội Nigeria trong khuôn khổ giải FIFA World Cup Bóng đá nữ 2015.
Cũng trong một trận đấu thuộc giải FIFA World Cup Bóng đá nữ 2015, với đối thủ là đội tuyển Australia, Njoku đã có hành vi chơi cùi chỏ đối với cầu thủ người Úc Sam Kerr. Các hành động của Njoku, được mô tả là một trong những hành động bạo lực nhất được thấy trong một trận đấu bóng đá nữ có thể dẫn đến một án cấm dài cho cầu thủ người Nigeria. Njoku cuối cùng đã bị đình chỉ trong ba trận đấu tiếp theo theo quyết định của Hội đồng Kỷ luật, có hiệu lực loại bỏ cô tham gia phần còn lại của giải đấu.